# Zatrat
Zatrat – rana w okolicy korony kopyta konia, powstała na skutek np. ścigania się konia (następowanie tylnymi kończynami na piętki przednich) strychowania, najczęściej jednak wskutek skaleczenia jej źle umocowaną podkową drugiej kończyny z ostrymi hacelami. Zaniedbanie zatratu może spowodować poważną chorobę kopyta.